# Веддинг (округ)

Герб Веддинга. 1955

Округ Веддинг (нем. Bezirk Wedding) — административный округ в составе Берлина в 1920—2001 годах. Округ Веддинг граничил с округом Шарлоттенбург на западе, округом Райниккендорф на севере, округом Панков на северо-востоке, округом Пренцлауэр-Берг на востоке, старым округом Митте на юго-востоке. В ходе административной реформы округ Веддинг был разделён на два района — Веддинг и Гезундбруннен, вошедшие в состав нового округа Митте.

## История
Деревня Веддинг упоминается в исторических документах 1251 года. 1 января 1861 года населённые пункты Веддинг и Гезундбруннен, до этого времени относившиеся к Нидербарниму, были включены в состав города Берлина. К концу XIX века вследствие урбанизации и появления новых крупных предприятий AEG, Osram и Rotaprint Веддинг и Гезундбруннен превратились в рабочие районы с плотной застройкой, в которой преобладали дома казарменного типа. Если в 1867 году в Веддинге и Гезундбруннене проживало 16 668 человек, то к 1910 году численность населения в этих районах достигла 240 662 человек. 1 октября 1920 года законом «О Большом Берлине» Веддинг, Гезундбруннен и часть Ораниенбургского и Розентальского предместий образовали 3-й административный округ Большого Берлина, в котором проживало 337 193 человека. Новый округ, в котором не выделялось районов, получил название Веддинг.
В 1923 году началось движение по 6-й линии Берлинского метрополитена, которая связала станцию Зеештрассе с Галльскими воротами в Кройцберге. В 1930 году открылась 8-я линия метро от станции Гезундбруннен до Лайнештрассе в Нойкёльне.
В Веймарской республике Веддинг стал оплотом рабочих политических партий и объединений и прослыл «красным Веддингом». 1 мая 1929 года начались жёсткие столкновения демонстрантов с полицией, получившие впоследствии название «Кровавый май». В течение нескольких дней по близости от Кёслинер-штрассе погибли 19 рабочих, 250 получили ранения. О трагических событиях 1929 года напоминает памятный камень на углу улиц Визенштрассе и Уферштрассе.
На выборах в рейхстаг в марте 1933 года НСДАП получила в «красном Веддинге» наименьшее количество голосов среди всех округов Берлина — 25,9 %, в то время как КПГ собрала 39,2 % голосов, а СДПГ — 22,8 %. В ходе реформы административных границ Берлина в 1938 году к Веддингу отошли часть территории соседних Шарлоттенбурга и Панкова, в результате чего численность населения увеличилась на 11 047 человек, а площадь — на 238 га.
Во Вторую мировую войну Веддинг получил серьёзные разрушения. После штурма Берлина, когда улицы Шульштрассе, Зеештрассе и Бадштрассе в течение нескольких дней превратились в линию фронта, в руинах лежала треть застройки Веддинга.
В 1945—1990 годах вместе с округом Райниккендорф Веддинг входил во французский сектор оккупации Берлина. В 1950—1960-е годы шло восстановление округа. На месте снесённых рабочих казарм были построены многочисленные жилые дома, построены новые участки подземки. В 1980-е годы в Веддинге закрылись производственные объекты AEG и Osram.